# Göritzberg
Göritzberg ist ein weilerartiger Ortsteil der Stadt Bürgel im Saale-Holzland-Kreis in Thüringen.

## Geografie
Göritzberg liegt westlich von Bürgel und südöstlich an den ersten Anhöhen des Tautenburger Forstes versteckt im kupierten Gelände des auslaufenden Ackerbaugebietes gen Tautenburg. Über die Landesstraße 1070 erhält der Bewohner des Weilers Anschluss in Trotz auf die Bundesstraße 7 zum Umland.

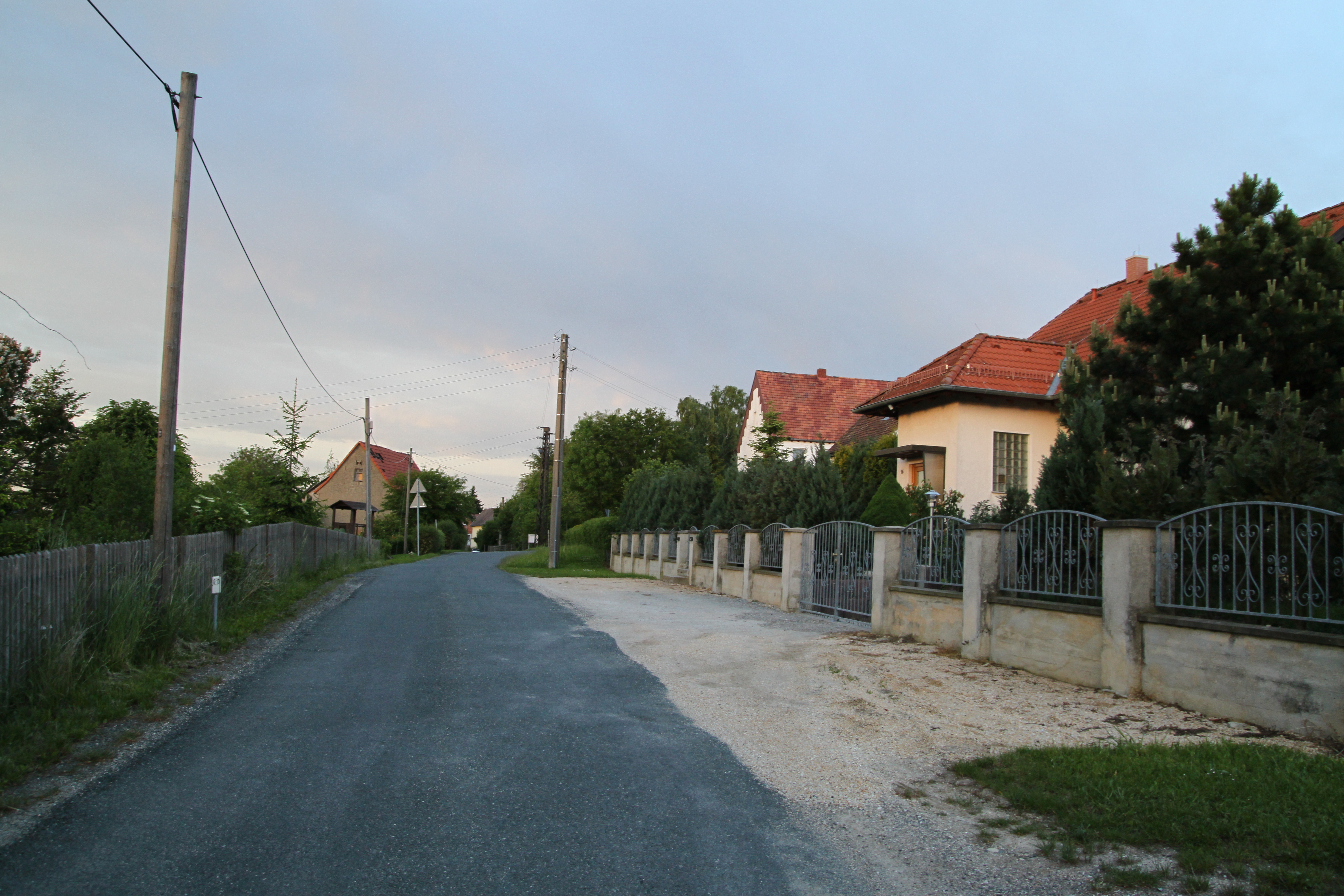
Dorfstraße in Göritzberg

## Geschichte
1350 war die urkundliche Ersterwähnung von Göritzberg. Diese weilerartige Ansiedlung diente damals zur besseren Bewirtschaftung der Flächen und war auch ökonomischer. Göritzberg gehörte zum wettinischen Kreisamt Eisenberg, welches aufgrund mehrerer Teilungen im Lauf seines Bestehens unter der Hoheit verschiedener Ernestinischer Herzogtümer stand. 1826 kam der Ort mit dem Südteil des Kreisamts Eisenberg und der Stadt Eisenberg vom Herzogtum Sachsen-Gotha-Altenburg zum Herzogtum Sachsen-Altenburg. Ab 1920 gehörte er zum Freistaat Thüringen.
Zur Zeit der DDR befand sich in Göritzberg ein Agrarflugplatz.